# کتیدرال‌تاون، انتاریو

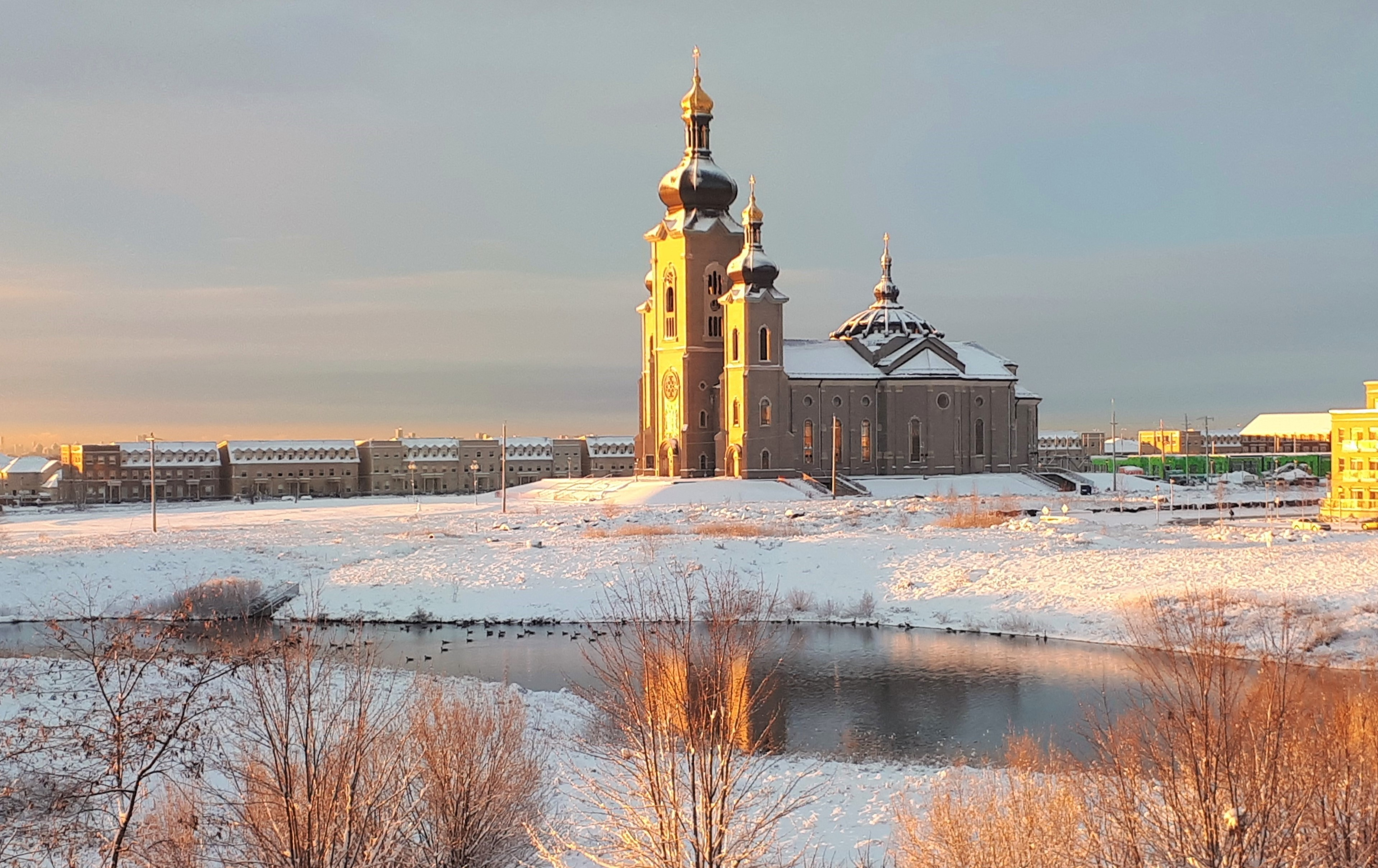
کلیسای جامع در کتیدرال‌تاون

کتیدرال‌تاون (به انگلیسی: Cathedraltown) یک منطقهٔ مسکونی در کانادا است که در شهرستان یورک (کانادا) واقع شده‌است. کتیدرال‌تاون ۳٬۰۰۰ نفر جمعیت دارد.